# Bobana Veličković
Bobana Veličković (Бобана Величковић), srbska strelka, * 25. januar 1990, Bor, † 21. junij 2020.
Za Srbijo je nastopila na Poletnih olimpijskih igrah 2012, kjer je nastopila v streljanju z zračno pištolo na 10 m. Na Poletnih olimpijskih igrah 2016 je zastopala Srbijo v streljanju z zračno pištolo na 10 m ter v streljanju s pištolo na 25 m.